# Torre Victoria
La Torre Victoria (Victoria Tower) es una torre cuadrada situada en el extremo suroeste del palacio de Westminster en Londres, Inglaterra. Antes de ser bautizada con este nombre en honor a la reina Victoria por su jubileo de diamante en 1897, era conocida como Torre del rey ("King's Tower"). Con 98,5 metros (14 pisos), es ligeramente más alta que la conocida Torre Isabel o Elizabeth Tower, (el Big Ben), ubicado en el extremo norte del palacio y con 96,3 metros de altitud.
La torre Victoria alberga los archivos parlamentarios del Reino Unido.
La Unesco nombró a la torre, junto con el resto de estructuras del palacio y abadía de Westminster y la iglesia de Santa Margarita como Patrimonio de la Humanidad en 1987.

## Galería

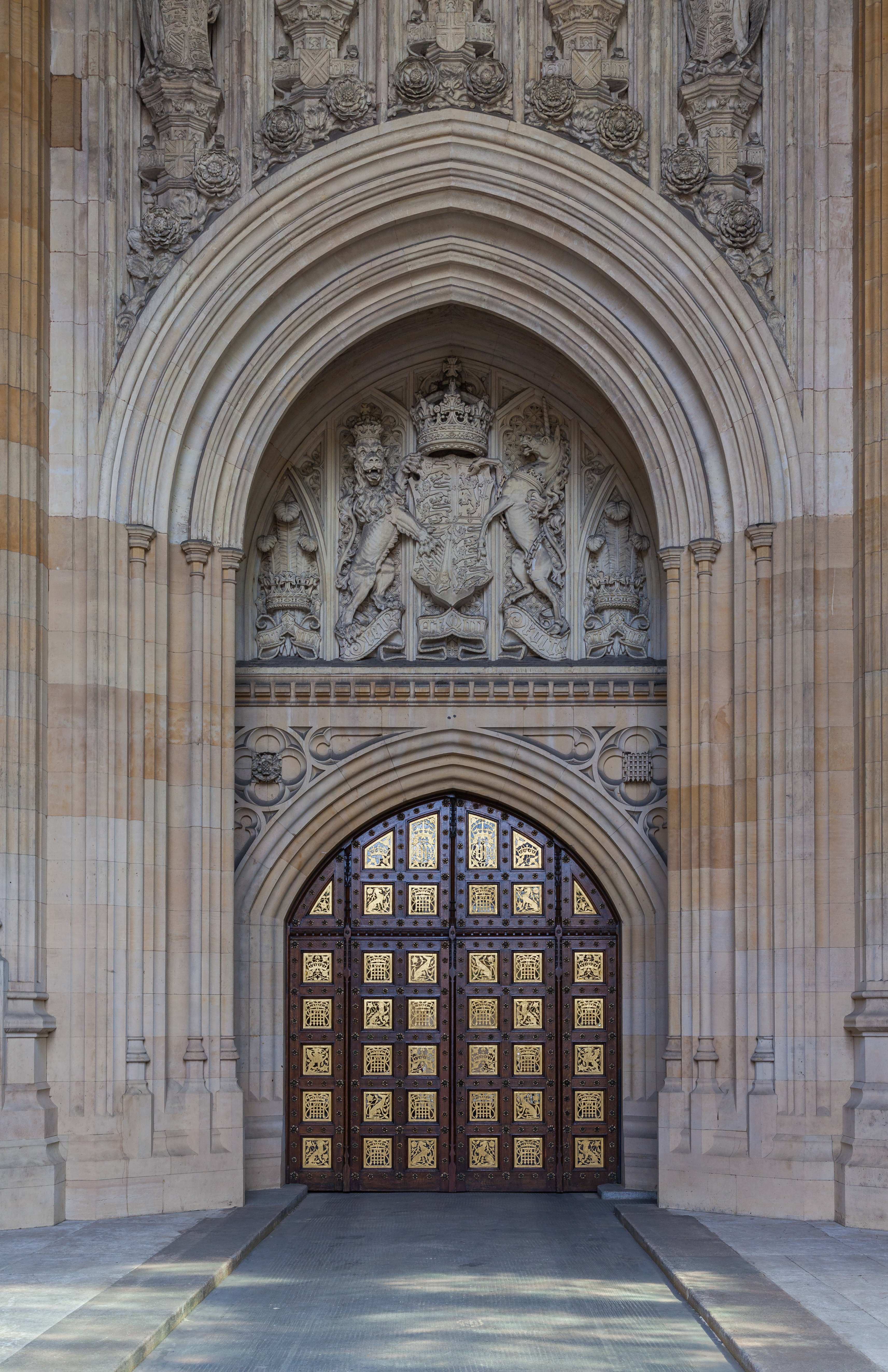
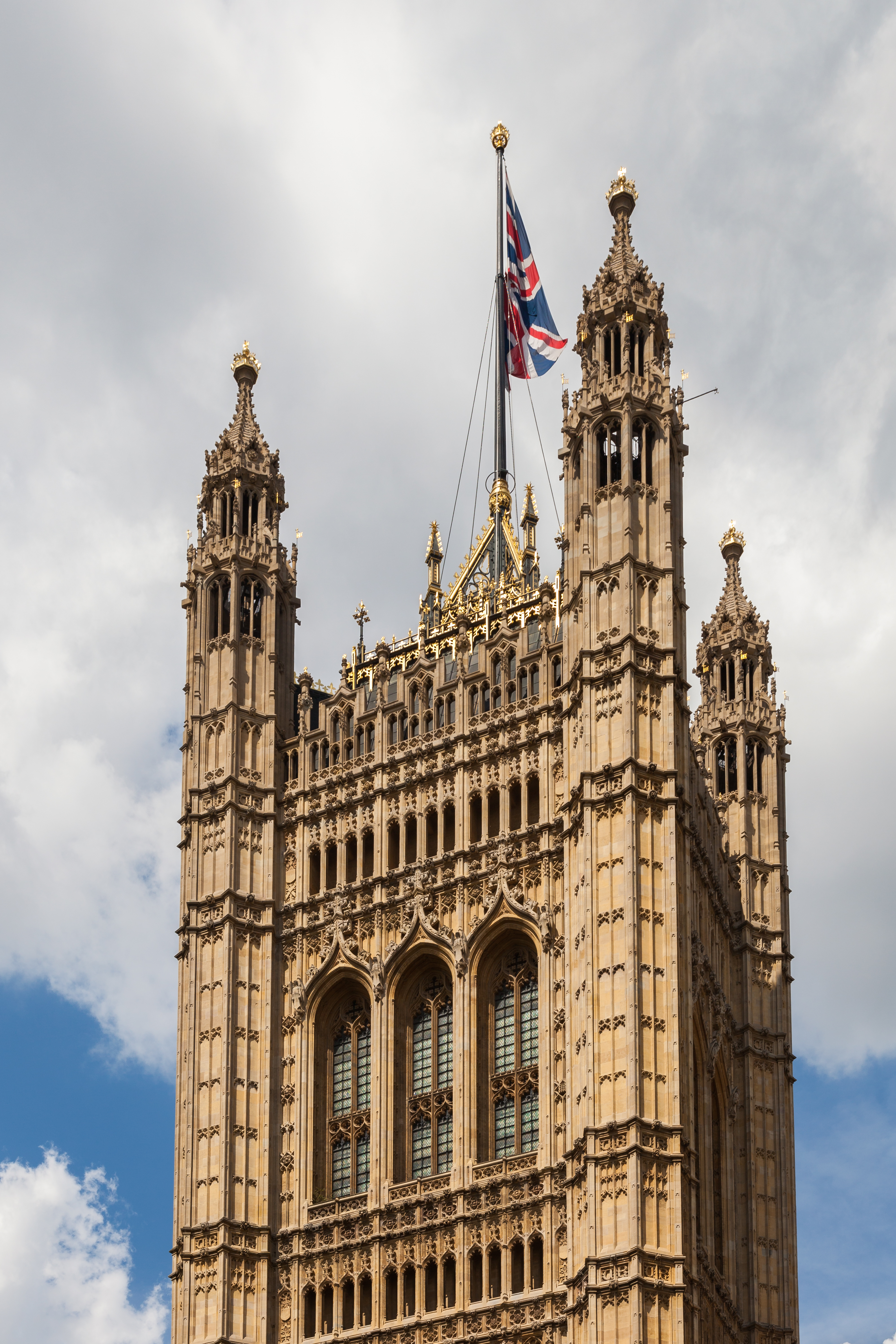
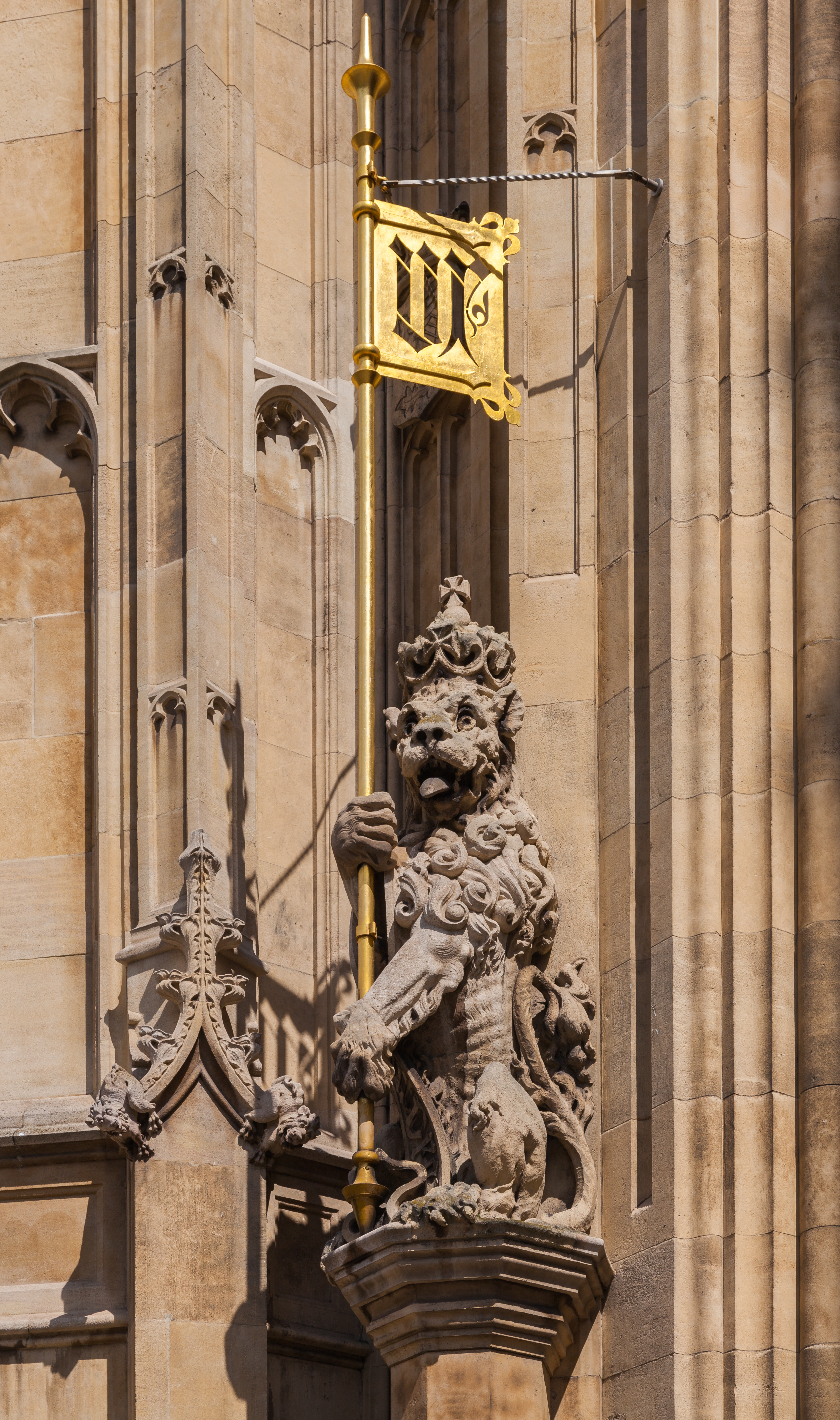